# Afghanistans præsidenter
Afghanistans præsidenter er en liste over personer, der har indehavet embedet som Afghanistans præsidenter eller statsoverhoveder siden afskaffelsen af monarkiet i 1973.

## Republikken Afghanistan (1973–78)
- Mohammed Daoud Khan (1973–78)

## Militærdiktatur (1978)
- Abdul Qadir (1978)

## Folkerepublikken Afghanistan (1978–87)
- Nur Muhammad Taraki (1978–79)
- Hafizullah Amin (1979)
- Babrak Karmal (1979–86)
- Haji Mohammad Chamkani (1986–87)
- Mohammad Najibullah	 (1987)

## Republikken Afghanistan (1987–92)
- Mohammad Najibullah (1987–92)
- Abdul Rahim Hatif (1992)

## Islamiske Stat Afghanistan (1992–96)
- Sibghatullah Mojaddedi (1992)
- Burhanuddin Rabbani (1992–96)

## Islamiske Emirat Afghanistan (1996–2001)
- Mohammed Omar (1996–2001)

## Den Nordlige Alliance (1996–2001)
| Navn                | Periode                                | Notater                                      |
| ------------------- | -------------------------------------- | -------------------------------------------- |
| Burhanuddin Rabbani | 27. september 1996 - 13. november 2001 | herskede kun over den nordlige del af landet |

## Islamiske Republik Afghanistan (2001–21)
| Navn                | Periode                                | Funktion             | Valgt        |
| ------------------- | -------------------------------------- | -------------------- | ------------ |
| Burhanuddin Rabbani | 13. november 2001 - 22. december 2001  | Fungerende           | -            |
| Hamid Karzai        | 22. december 2001 - 29. september 2014 | Fungerende Præsident | 2004 og 2009 |
| Ashraf Ghani        | 29. september 2014 - 15. august 2021   | Præsident            | 2014         |